# Antonio López Ontiveros
Antonio López Ontiveros (Luque; 1938 - Córdoba; 5 de mayo de 2011) fue un geógrafo e historiador español que ejerció como profesor de la Facultad de Filosofía y Letras de la Universidad de Córdoba.

## Historial
Se licenció en Derecho por la Universidad de Granada en el año 1960, ejerciendo como abogado del Estado por oposición en Murcia; se licenció igualmente en Geografía e Historia ,por la Universidad de Murcia, en 1970, y fue doctor en Geografía e Historia, por la misma Universidad, en el año 1973. Fue Decano de la Facultad de Filosofía y Letras en los años 1980. 
Su tesis doctoral versó sobre La Campiña de Córdoba y se titula "Emigración, propiedad y espacio agrario en la Campiña de Córdoba". Recibió el premio "Saavedra Fajardo" del Consejo Superior de Investigaciones Científicas, en 1972, y aún a día de hoy es un estudio de referencia y de una profundidad considerable, no solo por sus acertadas tesis, sino también  por el amplio catálogo estadístico y gráfico que reúne.
Al año siguiente dio a conocer su libro "Geografía urbana de Córdoba y los pueblos campiñeses", profundo y al tiempo sencillo análisis geográfico de la estructura de las localidades más destacadas de la provincia y la capital. De este libro hay dos ediciones, una en 1973 y otra diez años después, notablemente corregida y aumentada, aún de consulta obligada por su abundante documentación.
En 1998 publicó en la Editorial Ariel su obra más conocida, una monumental "Geografía de Andalucía".
Es uno de los pioneros del estudio de la Geografía Humana, en todas sus facetas, en Andalucía, habiendo dirigido docenas de tesis doctorales y escrito cientos de artículos. También ha efectuados diversos viajes de carácter científico por toda Europa, Argentina, Cuba y Kenia.
De hecho, muy recientemente, el Cronista Oficial de Luque dijo, a este propósito que, "Antonio López Ontiveros ha escrito, de Luque, y del mundo entero".

## Actividad docente
- Profesor de la Universidad de Murcia (1969 - 1974);
- Adjunto numerario de Geografía por oposición de la Universidad Autónoma de Madrid (1974 a 1975);
- Profesor agregado numerario de Geografía por oposición de la Universidad Autónoma de Madrid (1975 a 1979);
- Profesor agregado numerario de Geografía de la Universidad de Córdoba (1979 a 1981)
- Catedrático numerario de Geografía Humana en la Universidad de Córdoba (1981 hasta su jubilación en 2008).

Fue académico correspondiente de la Real Academia de Córdoba desde el 6 de junio de 2002 hasta su muerte, así como hijo predilecto de Luque y de la Subbética desde el 21 de octubre de 2006.